# Helminthoglypta tudiculata
Helminthoglypta tudiculata är en snäckart som först beskrevs av A. Binney 1843.  Helminthoglypta tudiculata ingår i släktet Helminthoglypta och familjen Helminthoglyptidae. Inga underarter finns listade i Catalogue of Life.

## Bildgalleri

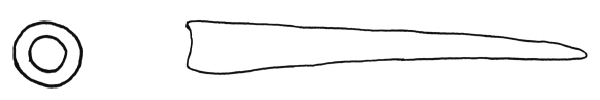